# Raud de Sterke
Raud de Sterke (Oudnoords: Rauðr inn rammi) was een Noorse Seidpriester en zeevarende krijger die bekering tot het christendom weerstond in de late 10e eeuw. Hij wordt genoemd in de saga van Olaf Tryggvason. Deze en andere saga's in de Heimskringla zijn deels mythologisch; het is dus niet bekend of Raud de Sterke werkelijk bestaan heeft.
Olaf Tryggvason was koning van Noorwegen van 995-1000. Hij speelde een belangrijke rol in de bekering van de Vikingen tot het christendom. Olaf trok door delen van Noorwegen die onder het bewind stonden van de koning van Denemarken. Hij eiste dat de burgerij zich liet dopen, en de meesten gingen met tegenzin akkoord. Zij die niet akkoord gingen werden gemarteld of gedood. Ondanks de overtuigende inspanningen van koning Olaf waren veel van de Vikingen terughoudend om van hun goden af te zien en zich te bekeren tot het christendom. Martelingen en executies werden bedacht door Olaf en zijn mannen. Een van de meest bekende incidenten van Olafs pogingen tot gedwongen bekering tot het christendom is dat van Raud de Sterke.
Raud de Sterke was een grootgrondbezitter, en een leider-priester van Seid (een Oudnoorse term voor een soort van toverij of hekserij die werd beoefend door de pre-christelijke Noren), Raud stond bekend om zijn mooie Vikingschip, een boot groter dan die van Olaf, met het hoofd van een draak gesneden in de boeg. Het schip heette "De draak" of "De lange slang". Raud de Sterke, die de reputatie van een tovenaar had, werd verslagen door Olaf in een zeeslag. Hij ontsnapte op zijn schip, met behulp van de techniek van zeilen tegen de wind in. Raud ging harder dan Olaf en vluchtte naar zijn vesting op de eilanden Gylling en Hæring. 
Olaf zeilde onder dekking van de duisternis naar de-eilanden en verraste Raud terwijl hij sliep. De koning vertelde Raud dat als hij zich liet dopen dan kon hij zijn land en het schip behouden. Raud weigerde en zei dat hij nooit zou geloven in Christus. Olaf werd kwaad en zei dat Raud een vreselijke dood zou sterven. De koning liet hem vastbinden met zijn gezicht omhoog gericht. Met een ronde pin van hout tussen zijn tanden werd hij dwongen zijn mond te openen. De koning beval dat er een slang werd geplaatst in de mond van Raud, maar de slang wilde niet naar binnen gaan. Er werd toen een drinkhoorn in Rauds mond geplaatst en de slang werd met een gloeiend stang naar binnen gedwongen. De slang kroop in de mond van Raud en gleed in zijn keel. Daar knaagde hij zich een weg door Rauds lichaam, waardoor Raud stierf.
Olaf greep Rauds goud, zilver en wapens. Alle mannen die met Raud waren werden gedoopt en zij die weigerden, werden gedood of gemarteld. De koning nam ook het drakenschip en ging het gebruiken als het zijne. Volgens de legende is dit de manier waarop de Vikingschepen hun kenmerkende vorm kregen.
Henry Wadsworth Longfellow behandelt het verhaal van koning Olaf en Raud de Sterke in Tales of a Wayside Inn (1863).